# لئونید نرسیسیان
لئونید نرسسی نرسیسیان (ارمنی: Լեոնիդ Ներսեսի Ներսիսյան؛  زادهٔ ۱۰ فوریهٔ ۱۹۲۵ - درگذشته ۳ ژوئیهٔ ۲۰۱۲) سیاستمدار اهل ارمنستان بود.

## زندگی‌نامه
وی در ۱۰ فوریهٔ ۱۹۲۵ در آلکساندراپول به دنیا آمد و از دانشگاه ملی پلی‌تکنیک ارمنستان (۱۹۵۱) فارغ‌التحصیل گشت. همچنین برندهٔ جوایزی همچون نشان پرچم سرخ کار، نشان انقلاب اکتبر، نشان جنگ میهنی (درجه دو) (۱۹۸۵) و نشان ستاره سرخ (۱۹۴۵) شده است. وی در ۳ ژوئیهٔ ۲۰۱۲ در سن ۸۷ سالگی در ایروان درگذشت و در آرامستان مرکزی ایروان (توخماخ) به خاک سپرده شد.